# Aizoaceae
Aizoaceae er en familie med 123 slægter og ca. 2020 arter. Det er urteagtige eller (sjældent) let træagtige planter, som er udbredt på den sydlige halvkugle med centrum i Sydafrika. Stænglerne er enten helt oprette eller krybende. Bladene sidder modsat eller spredt, de er hele og mere eller mindre sukkulente med hel eller tandet rand. Blomsterne sidder enkeltvis eller få sammen i bladhjørnerne. De er regelmæssige, men mangler ægte kronblade. Frugten er en flerrummet kapsel med få til mange frø. Her omtales kun de slægter, der er repræsenteret ved arter, som dyrkes i Danmark, eller som kan træffes på rejser i Middelhavsområdet.
| Slægter |

- Aizoon
- Aptenia
- Carpobrotus
- Lampranthus
- Levende sten (Lithops)
- Middagsblomst (Mesembryanthemum)
- Stomatium